# Andrej Sergeevič Smirnov
Andrej Sergeevič Smirnov (russo : Андpeй Сepгeeвич Смирнов; Mosca, 12 marzo 1941) è un attore e regista russo.

## Biografia
È noto per aver diretto i film Angel (1967), Belarus Station (1973) e Autumn (1974). È stato inoltre membro della giuria al 38º Festival Internazionale del Cinema di Berlino nel 1988, mentre nel 2003 è stato insignito del titolo di People's Artist of Russia.

## Filmografia parziale

### Regista
- Pjad' zemli (1964)
- Belorusskij vokzal (1970)
- Osen' (1974)
- Veroj i pravdoj (1979)
- Francuz (2019)